# Château de Mirebeau
Le château de Mirebeau est un édifice situé à Trévol (France).

## Localisation
Le château est situé sur le territoire de la commune de Trévol, dans le département de l'Allier, en  région Auvergne-Rhône-Alpes.

## Description
Le domaine est constitué du château, de la chapelle, d'une basse-cour entourée de bâtiments agricoles sur trois côtés et d'un parc avec étang. 
Le château est constitué d'un corps de logis datant du XVIe siècle ou XVIIe siècle.

## Historique
Le château appartient à la famille Gassot de Champigny dès 1850.
L'édifice est inscrit au titre des monuments historiques en 1985.